# Тургенево (Чердаклинский район)
Тургенево — село входившее в состав Чердаклинского района Ульяновской области. В 1956 году затоплено Куйбышевским водохранилищем.

## География
Село располагалось в 50 км к югу от Заволжского района (Ульяновск), на левом берегу реки Волга, в пойменном Заволжье между сёлами Белый Яр и Кайбелы .

## История
В 1659 году казанцу Леонтию Борисовичу Тургеневу, по речке Калмаюр, было выделено 150 четвертей земли.
В 1693 году Андрей Иванович Тургенев построил здесь церковь и по названию церкви село стало называться Богоявленское. Кроме этого села  Андрей Иванович в 1699 году стал владельцем Каранино (Семиключевки).
С 1740-х годов владельцем села стал Пётр Андреевич Тургенев. Выйдя в отставку в чине секунд-майора, он прибыл в Симбирский край вместе с женой Анной Петровной Окоемовой и детьми Пётром, Иваном и Христиной. В 1743 году он выкупил рядом стоящую деревню Коровино. После смерти Петра Андреевича (ок. 1784 года) имение Тургенево унаследовал один из его сыновей — Иван Петрович Тургенев, который прожил здесь с 1788 по декабрь 1796 год. С 1837 года село Тургенево переходит в руки племянника Ивана Петровича — Тургенева Бориса Петровича. После его смерти в 1854 году владельцем имения стал его сын Михаил.
В 1770 году Церковь Богоявления Господня из-за своей ветхости была продана в село Шиловку, а на её месте построена новая церковь Богоявления Господня. Двухпрестольная, во имя Богоявления Господня, Казанской Божьей Матери, здание и колокольня деревянные, построена в 1770-1771 годах помещиком, секунд-майором П. А. Тургеневым, антиминс на престол выдан в 1891 году. Закрыта в 1930-е годы, разобрана в 1954—1955 годах.
В 1780 году село Богоявленское Тургенево тож вошло в состав Ставропольского уезда Симбирского наместничества, с 1796 году в Симбирской губернии.
В 1851 году село вошло в состав Ставропольского уезда Самарской губернии.
В 1859 году село Тургенево входило во 2-й стан Ставропольского уезда Самарской губернии.
В 1861 году село вошло в состав Коровинской волости.
С 1919 года — в Мелекесском уезде.
С 1928 года — в Николо-Черемшанском районе (1928—1929 и 1935—1956) Ульяновского округа Средне-Волжской области (1928—1929) / Средне-Волжского края (с 1929—1936). С 1943 года — в Ульяновской области. С 1955 года — в Чердаклинском районе.
В 1952 году, в связи с затоплением Куйбышевским водохранилищем, жители села стали переезжать на новое место в село Андреевку, а часть жителей входившие в рыболовецкую артель «Белая Рыбка» — в новое село Белая Рыбка, а на месте затопленного села образовались Тургеневские острова.
В июне 1953 года в селе Тургенево Чердаклинского района прошёл туристический слёт, в котором приняли участие от 400 до 600 человек.

## Население
| Год  | Число дворов | Число жителей | Примечания                                                                            |
| ---- | ------------ | ------------- | ------------------------------------------------------------------------------------- |
| 1780 |              | 358           | Ревизских душ                                                                         |
| 1854 |              | 449           |                                                                                       |
| 1859 | 104          | 916           | есть православная церковь                                                             |
| 1889 | 124          | 1095          | есть церковь, 2 водяных и 3 ветряных мельниц, 1 обдирка, имение двор. М. Б. Тургенева |
| 1910 | 194          | 1405          | Церковь. Земск. шк., 1 ветр. мельница.                                                |
| 1930 | 324          | 1508          |                                                                                       |

## Известные люди
- Тургенев, Иван Петрович (1752—1807) — директор Московского университета (1796—1803), прожил здесь с 1788 по декабрь 1796 год.
- Тургенев, Александр Иванович (1784—1845) — российский государственный деятель,
- Тургенев, Николай Иванович (1789—1871) — русский государственный деятель, экономист, декабрист.
- Тургенев, Андрей Иванович (1781 — 1803) — русский поэт и переводчик.
- Карамазов, Виктор Филимонович — белорусский писатель, жил в эвакуации в 1941-1944 гг[15].
- Благов, Николай Николаевич — поэт, учился в местной школе (1942-1945 гг.)[15].
- Романов Николай Николаевич — поэт, уроженец села[15].

## Известные факты
- В 1902 году в Тургенево состоялось венчание Алексея Толстого и Юлии Рожанской, на котором присутствовала и его мать Александра Леонтьевна Бостром (Тургенева) [16][17].
- В начале 1900 года часть тургеневских земельных угодий арендовал на 2 года для сельскохозяйственных экспериментов известный русский писатель Гарин-Михайловский, Николай Георгиевич[17][18][19].
- Алексей Николаевич Толстой часто бывал в родовых имениях Тургеневых — Коровино и Тургенево. В родовое имение матери Алексей впервые приехал в 1899 году и затем практически все каникулы он проводил здесь[20][21].
- В цикле рассказов «Заволжье» А. Н. Толстого: Петушок (Неделя в Туреневе) (1910), Мишука Налымов (Заволжье) (1910), описаны места и жители сёл Коровино и Тургенево[20].
- Около церкви был родовой склеп Тургеневых[2].

## Память
- Изданных в 1992 году отрывках из дневника писателя «Бог с нами» Карамазова содержатся несколько абзацев, в которых говорится о жизни в эвакуации в Тургенево. Правда, название села в них не фигурирует, но упоминание барского парка, старой кирпичной школы, старой липовой аллеи и девочки-беженки из Ленинграда указывает на него[15].
- В 1981 году в газете «Ульяновская правда» напечатан рассказ Н. Н. Благова «В родном селе»[15].
- На месте затопленного села образовались острова названные Тургеневскими.
- В селе Андреевка и Белая Рыбка, куда переселились жители села, есть улицы названные Тургеневскими[10].
- Пристань «Тургенево»[10].
- Памятник воинам, погибшим в Великую Отечественную войну (открыт в 1967 г. в Андреевке), где указаны жители Тургенева.
- В районе Андреевки есть могильник названный «Тургенево» (III тыс. до н. э. — I тыс.) — распоряжение Главы администрации Ульяновской области от 29.07.1999 г. № 959-р.

## Галерея

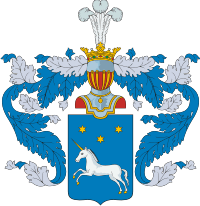
Герб рода Турге́невых.
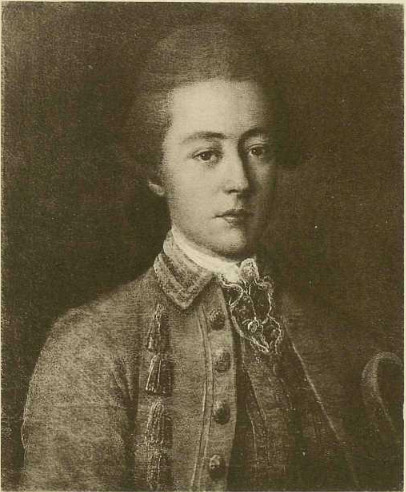
Русский офицер, масон Иван Тургенев.
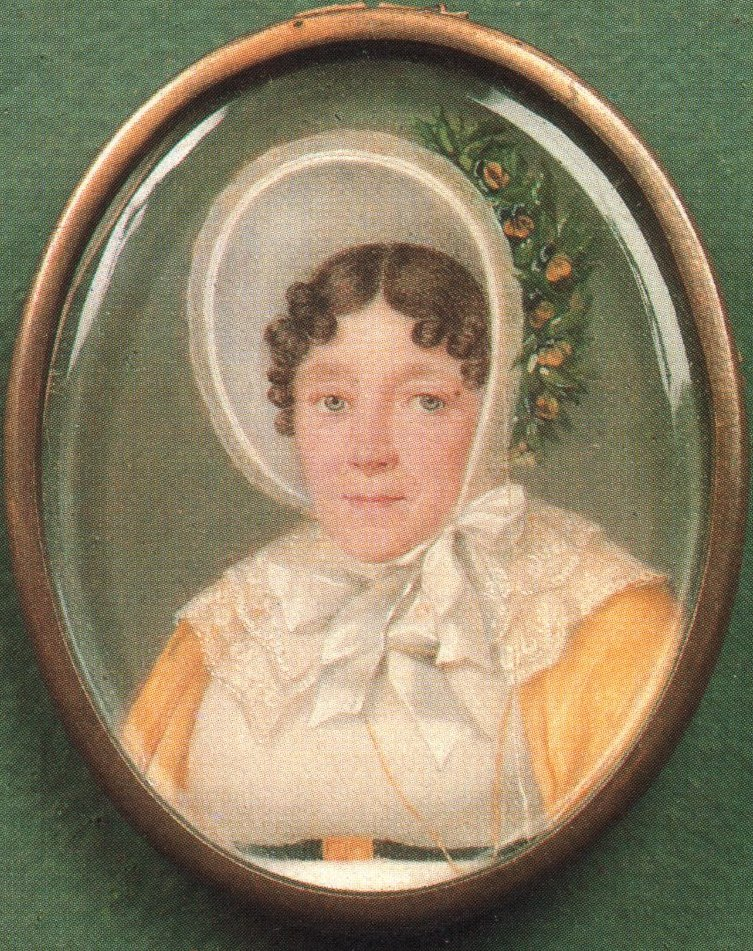
Екатерина Семёновна Тургенева (Качалова) (1755—1824), жена И. П. Тургенева.
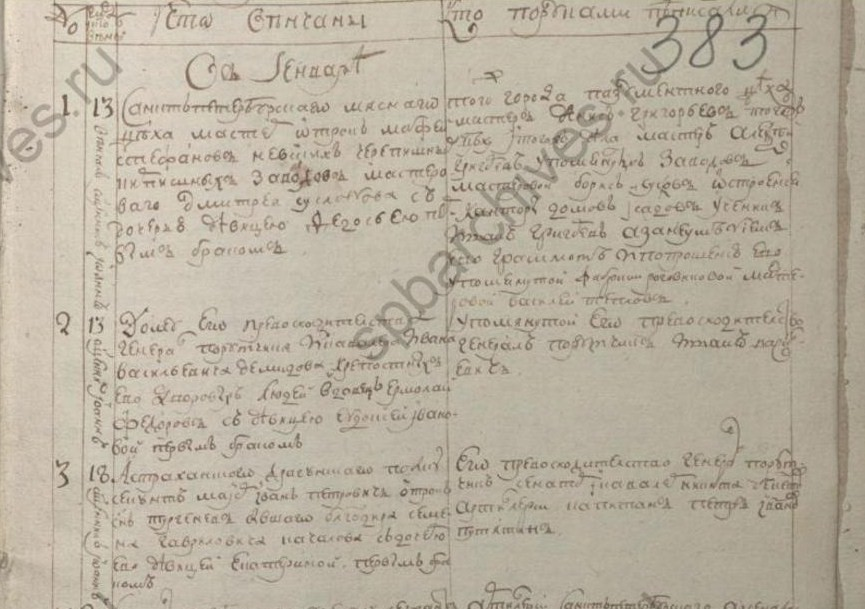
Метрическая книга.
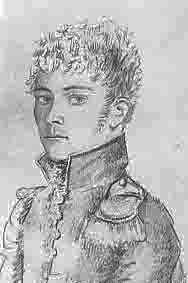
Тургенев Андрей Иванович.
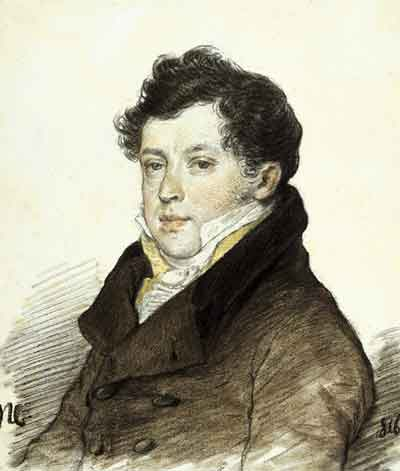
Александр Иванович Тургенев (1785–1846).
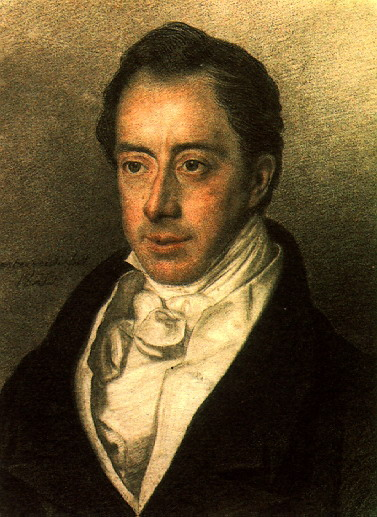
Николай Иванович Тургенев.